# 이시카리국
이시카리노쿠니(일본어: 石狩国, いしかりのくに)는 메이지 시대, 홋카이도에 설치되었던 일본의 구니이다. 현재의 이시카리 지청에서 지토세시와 에니와시를 제외한 지역, 시리베시 지청의 오타루시 일부, 소라치 지청 전부, 가미카와 지청의 남부에서 시무캇푸촌을 제외한 지역에 해당한다.